# Siciny (województwo kujawsko-pomorskie)
Siciny – osada w Polsce położona w województwie kujawsko-pomorskim, w powiecie tucholskim, w gminie Kęsowo.
W latach 1975–1998 miejscowość administracyjnie należała do województwa bydgoskiego. 
Inne miejscowości o tej nazwie: Siciny